# Liste des titres musicaux numéro un au Royaume-Uni en 1979
Cette page liste les titres classés no 1 des ventes de disques au Royaume-Uni pour l'année 1979 selon The Official Charts Company.
Les classements hebdomadaires sont issus des UK Singles Chart et UK Albums Chart.

## Classement des singles
| №  | Date         | Artiste                     | Titre                                      | Référence |
| -- | ------------ | --------------------------- | ------------------------------------------ | --------- |
| 1  | 7 janvier    | Village People              | Y.M.C.A.                                   |           |
| 2  | 14 janvier   | Village People              | Y.M.C.A.                                   |           |
| 3  | 21 janvier   | Ian Dury and the Blockheads | Hit Me with Your Rhythm Stick              |           |
| 4  | 28 janvier   | Blondie                     | Heart of Glass                             |           |
| 5  | 4 février    | Blondie                     | Heart of Glass                             |           |
| 6  | 11 février   | Blondie                     | Heart of Glass                             |           |
| 7  | 18 février   | Blondie                     | Heart of Glass                             |           |
| 8  | 25 février   | Bee Gees                    | Tragedy                                    |           |
| 9  | 4 mars       | Bee Gees                    | Tragedy                                    |           |
| 10 | 11 mars      | Gloria Gaynor               | I Will Survive                             |           |
| 11 | 18 mars      | Gloria Gaynor               | I Will Survive                             |           |
| 12 | 25 mars      | Gloria Gaynor               | I Will Survive                             |           |
| 13 | 1er avril    | Gloria Gaynor               | I Will Survive                             |           |
| 14 | 8 avril      | Art Garfunkel               | Bright Eyes (en)                           |           |
| 15 | 15 avril     | Art Garfunkel               | Bright Eyes (en)                           |           |
| 16 | 22 avril     | Art Garfunkel               | Bright Eyes (en)                           |           |
| 17 | 29 avril     | Art Garfunkel               | Bright Eyes (en)                           |           |
| 18 | 6 mai        | Art Garfunkel               | Bright Eyes (en)                           |           |
| 19 | 13 mai       | Art Garfunkel               | Bright Eyes (en)                           |           |
| 20 | 20 mai       | Blondie                     | Sunday Girl                                |           |
| 21 | 27 mai       | Blondie                     | Sunday Girl                                |           |
| 22 | 3 juin       | Blondie                     | Sunday Girl                                |           |
| 23 | 10 juin      | Anita Ward                  | Ring My Bell                               |           |
| 24 | 17 juin      | Anita Ward                  | Ring My Bell                               |           |
| 25 | 24 juin      | Tubeway Army                | Are "Friends" Electric?                    |           |
| 26 | 1er juillet  | Tubeway Army                | Are "Friends" Electric?                    |           |
| 27 | 8 juillet    | Tubeway Army                | Are "Friends" Electric?                    |           |
| 28 | 15 juillet   | Tubeway Army                | Are "Friends" Electric?                    |           |
| 29 | 22 juillet   | The Boomtown Rats           | I Don't Like Mondays                       |           |
| 30 | 29 juillet   | The Boomtown Rats           | I Don't Like Mondays                       |           |
| 31 | 5 août       | The Boomtown Rats           | I Don't Like Mondays                       |           |
| 32 | 12 août      | The Boomtown Rats           | I Don't Like Mondays                       |           |
| 33 | 19 août      | Cliff Richard               | We Don't Talk Anymore (en)                 |           |
| 34 | 26 août      | Cliff Richard               | We Don't Talk Anymore (en)                 |           |
| 35 | 2 septembre  | Cliff Richard               | We Don't Talk Anymore (en)                 |           |
| 36 | 9 septembre  | Cliff Richard               | We Don't Talk Anymore (en)                 |           |
| 37 | 16 septembre | Gary Numan                  | Cars                                       |           |
| 38 | 23 septembre | The Police                  | Message in a Bottle                        |           |
| 39 | 30 septembre | The Police                  | Message in a Bottle                        |           |
| 40 | 7 octobre    | The Police                  | Message in a Bottle                        |           |
| 41 | 14 octobre   | The Buggles                 | Video Killed the Radio Star                |           |
| 42 | 21 octobre   | Lena Martell (en)           | One Day at a Time                          |           |
| 43 | 28 octobre   | Lena Martell (en)           | One Day at a Time                          |           |
| 44 | 4 novembre   | Lena Martell (en)           | One Day at a Time                          |           |
| 45 | 11 novembre  | Dr. Hook                    | When You're in Love with a Beautiful Woman |           |
| 46 | 18 novembre  | Dr. Hook                    | When You're in Love with a Beautiful Woman |           |
| 47 | 25 novembre  | Dr. Hook                    | When You're in Love with a Beautiful Woman |           |
| 48 | 2 décembre   | The Police                  | Walking on the Moon                        |           |
| 49 | 9 décembre   | Pink Floyd                  | Another Brick in the Wall Part 2           |           |
| 50 | 16 décembre  | Pink Floyd                  | Another Brick in the Wall Part 2           |           |
| 51 | 23 décembre  | Pink Floyd                  | Another Brick in the Wall Part 2           |           |
| 52 | 30 décembre  | Pink Floyd                  | Another Brick in the Wall Part 2           |           |

## Classement des albums
| №  | Date         | Artiste                  | Titre                                     | Référence |
| -- | ------------ | ------------------------ | ----------------------------------------- | --------- |
| 1  | 7 janvier    | Showaddywaddy (en)       | Greatest Hits (1976-1978)                 |           |
| 2  | 14 janvier   | Compilation              | Don't Walk - Boogie                       |           |
| 3  | 21 janvier   | Compilation              | Don't Walk - Boogie                       |           |
| 4  | 28 janvier   | Compilation              | Don't Walk - Boogie                       |           |
| 5  | 4 février    | Compilation              | Action Replay                             |           |
| 6  | 11 février   | Blondie                  | Parallel Lines                            |           |
| 7  | 18 février   | Blondie                  | Parallel Lines                            |           |
| 8  | 25 février   | Blondie                  | Parallel Lines                            |           |
| 9  | 4 mars       | Blondie                  | Parallel Lines                            |           |
| 10 | 11 mars      | Bee Gees                 | Spirits Having Flown                      |           |
| 11 | 18 mars      | Bee Gees                 | Spirits Having Flown                      |           |
| 12 | 25 mars      | Barbra Streisand         | Barbra Streisand's Greatest Hits Volume 2 |           |
| 13 | 1er avril    | Barbra Streisand         | Barbra Streisand's Greatest Hits Volume 2 |           |
| 14 | 8 avril      | Barbra Streisand         | Barbra Streisand's Greatest Hits Volume 2 |           |
| 15 | 15 avril     | Barbra Streisand         | Barbra Streisand's Greatest Hits Volume 2 |           |
| 16 | 22 avril     | Leo Sayer                | The Very Best of Leo Sayer                |           |
| 17 | 29 avril     | Leo Sayer                | The Very Best of Leo Sayer                |           |
| 18 | 6 mai        | Leo Sayer                | The Very Best of Leo Sayer                |           |
| 19 | 13 mai       | ABBA                     | Voulez-Vous                               |           |
| 20 | 20 mai       | ABBA                     | Voulez-Vous                               |           |
| 21 | 27 mai       | ABBA                     | Voulez-Vous                               |           |
| 22 | 3 juin       | ABBA                     | Voulez-Vous                               |           |
| 23 | 10 juin      | Electric Light Orchestra | Discovery                                 |           |
| 24 | 17 juin      | Electric Light Orchestra | Discovery                                 |           |
| 25 | 24 juin      | Electric Light Orchestra | Discovery                                 |           |
| 26 | 1er juillet  | Electric Light Orchestra | Discovery                                 |           |
| 27 | 8 juillet    | Electric Light Orchestra | Discovery                                 |           |
| 28 | 15 juillet   | Tubeway Army             | Replicas                                  |           |
| 29 | 22 juillet   | Compilation              | The Best Disco Album in the World         |           |
| 30 | 29 juillet   | Compilation              | The Best Disco Album in the World         |           |
| 31 | 5 août       | Compilation              | The Best Disco Album in the World         |           |
| 32 | 12 août      | Compilation              | The Best Disco Album in the World         |           |
| 33 | 19 août      | Compilation              | The Best Disco Album in the World         |           |
| 34 | 26 août      | Compilation              | The Best Disco Album in the World         |           |
| 35 | 2 septembre  | Led Zeppelin             | In Through the Out Door                   |           |
| 36 | 9 septembre  | Led Zeppelin             | In Through the Out Door                   |           |
| 37 | 16 septembre | Gary Numan               | The Pleasure Principle                    |           |
| 38 | 23 septembre | Boney M.                 | Oceans of Fantasy                         |           |
| 39 | 30 septembre | Gary Numan               | The Pleasure Principle                    |           |
| 40 | 7 octobre    | Blondie                  | Eat to the Beat                           |           |
| 41 | 14 octobre   | The Police               | Reggatta de Blanc                         |           |
| 42 | 21 octobre   | The Police               | Reggatta de Blanc                         |           |
| 43 | 28 octobre   | The Police               | Reggatta de Blanc                         |           |
| 44 | 4 novembre   | Fleetwood Mac            | Tusk                                      |           |
| 45 | 11 novembre  | ABBA                     | Greatest Hits Vol. 2                      |           |
| 46 | 18 novembre  | ABBA                     | Greatest Hits Vol. 2                      |           |
| 47 | 25 novembre  | ABBA                     | Greatest Hits Vol. 2                      |           |
| 48 | 2 décembre   | Rod Stewart              | Greatest Hits, Vol. 1                     |           |
| 49 | 9 décembre   | Rod Stewart              | Greatest Hits, Vol. 1                     |           |
| 50 | 16 décembre  | Rod Stewart              | Greatest Hits, Vol. 1                     |           |
| 51 | 23 décembre  | Rod Stewart              | Greatest Hits, Vol. 1                     |           |
| 52 | 30 décembre  | Rod Stewart              | Greatest Hits, Vol. 1                     |           |

## Meilleures ventes de l'année
| Singles | Albums |
| --- | --- |
| 1. Art Garfunkel – Bright Eyes 2. Blondie - Heart of Glass 3. Cliff Richard – We Don't Talk Anymore 4. The Boomtown Rats - I Don't Like Mondays 5. Dr. Hook - When You're in Love with a Beautiful Woman 6. Gloria Gaynor - I Will Survive 7. Tubeway Army - Are "Friends" Electric? 8. Blondie - Sunday Girl 9. Roxy Music - Dance Away 10. Lena Martell - One Day at a Time | 1. Blondie – Parallel Lines 2. Electric Light Orchestra - Discovery 3. Leo Sayer - The Very Best of Leo Sayer 4. Supertramp - Breakfast in America 5. ABBA - Voulez-Vous 6. Barbra Streisand - Barbra Streisand's Greatest Hits Volume 2 7. Bee Gees - Spirits Having Flown 8. ABBA - Greatest Hits Vol. 2 9. The Police - Reggatta de Blanc 10. Rod Stewart - Greatest Hits, Vol. 1 |